# Al-Masry Port Said
El-Masry Club (arab. لنادي المصري) – egipski klub piłkarski, grający obecnie w pierwszej lidze, mający siedzibę w mieście Port Said, leżącym nad Kanałem Sueskim.

## Historia
Klub został założony w 1920 roku. Jedyny sukces osiągnął w 1998 roku, kiedy to wywalczył Puchar Egiptu pokonując w finale Al-Mokawloon al-Arab 4:3. Domowe mecze rozgrywa na stadionie Port Said mogącym pomieścić 22 tysiące widzów. 1 lutego 2012 r. po piłkarskim meczu Al-Masry i Al-Ahly, doszło do zamieszek, w których zginęło 72 osób.

## Sukcesy
- Puchar Sułtana Husseina: 3
1933, 1934, 1937
- Puchar Egiptu:  1
1998
- Liga Canal: 17
1932, 1933, 1934, 1935, 1936, 1937, 1938, 1939, 1940, 1941, 1942, 1943, 1944, 1945, 1946, 1947, 1948

## Skład na sezon 2011/12

### Bramkarze
- Amir Abdul Hamid
- Ahmed Al Shenawy
- Ahmed Hussein
- Amr Magdi

### Obrońcy
- Mohamed Al-Zayat
- Rami Amin
- Ahmed Fawzi
- Saad Samir
- Mohamed Taha
- Karim Zekri

### Pomocnicy
- Essam Abdul Aati
- Mahmoud Abdul Hakim
- Osama Azab
- Rami Gamal
- Hosam Hassan
- Eliassou Issiaka
- Ahmed Magdi
- Abdul Nagah
- Ayman Saied
- Mahmoud Shaker
- Abdul Aziz Tawfik
- Mahmoud Toba
- Ahmed Zahran
- Momen Zakaria

### Napastnicy
- Ehab Al-Masri
- Abdoulaye Cissé
- Ahmed Daouda
- Mohamed Khalifa
- Ahmed Sherweda